# Alexis Galarneau
Alexis Galarneau (Laval, 2 de marzo de 1999) es un tenista profesional canadiense.

## Trayectoria
Galarneau jugó tenis universitario en la Universidad Estatal de Carolina del Norte.

## Títulos ATP Challenger (1; 1+0)

### Individuales (1)
| N.° | Fecha               | Torneo               | Superficie | Oponente en la final | Resultado     |
| --- | ------------------- | -------------------- | ---------- | -------------------- | ------------- |
| 1.  | 23 de julio de 2023 | Challenger de Granby | Dura       | Philip Sekulic       | 6-4, 3-6, 6-3 |